# روبرت غراي (سياسي)
روبرت غراي (بالإنجليزية: Robert Gray)‏ هو سائق شاحنة وسياسي أمريكي، ولد في 1968 في الولايات المتحدة.